# Antonin Nompar de Caumont

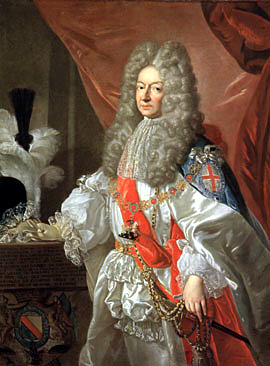
Der Herzog von Lauzun als (jakobitischer) Ritter des Hosenbandordens

Antonin Nompar de Caumont, marquis de Puyguilhem, seit 1692 1. Herzog von Lauzun (* Mai 1633 in Lauzun, Frankreich; † 19. November 1723 in Paris) war ein französischer Hofedelmann und Offizier, Kommandant der Leibgarde des Königs und seit 1668 der erste Colonel général der Dragoner.

## Leben
Er wurde auf Schloss Lauzun bei Marmande in Guyenne als dritter Sohn von neun Kindern von Gabriel, Graf von Lauzun, und dessen Ehefrau Charlotte, Tochter von Armand Nompar de Caumont, geboren. Antonin wuchs ab 1647 zusammen mit den Kindern eines Vetters seines Vaters Antoine III. de Gramont (Marschall de Gramont und ehemaliger Graf von Guiche) auf, von denen eines, der Graf de Guiche, später der Liebhaber von Henrietta Anne Stuart, Herzogin von Orléans, wurde, und ein anderes, seine Jugendliebe Catherine Charlotte de Gramont, wurde 1660 durch Heirat mit Louis Grimaldi Fürstin von Monaco.
Er besuchte eine der vielen Militärakademien in Paris und trat als einfacher „Cadet de Gascoigne“ (bekannt aus Dumas’ Die drei Musketiere) in die Armee ein. Dort zeichnete er sich auf Feldzügen durch sein Draufgängertum aus, wodurch er die Freundschaft des Feldmarschalls Turenne gewann. 1655 wurde er als Nachfolger seines Vaters Befehlshaber der „cent gentilshommes de la maison de roi“. Puyguilhem (wie er damals genannt wurde, auch Péguilin geschrieben) wurde dem König vorgestellt und stieg rasch in der Gunst von Ludwig XIV. auf, wurde 1658 Colonel im Régiment Royal dragons, Gouverneur des Berry und Maréchal de camp. 1659 begleitete er Mazarin zu den Verhandlungen über die Heirat Ludwigs XIV. mit der Infantin von Spanien. Weiter gehörte er mit seiner Jugendfreundin Catherine Charlotte von Monaco zum Freundeskreis des Herzogs von Orléans, des Bruders des Königs. Er betrieb unablässig irgendwelche großen oder kleinen Intrigen, die er hartnäckig verfolgte, und war wegen seines Spotts und seiner Heftigkeit gefürchtet. Nach seinen Bonmots pflegte Lauzun sich auf seinen wegen seiner Kleinwüchsigkeit sehr hohen Absätzen im Kreis zu drehen. Er konnte aber auch unvermittelt zum Schmeichler werden – sein Verhalten war für seine Umgebung oft völlig unvorhersagbar. Ludwig XIV. erfreute sich an dem stets zu Streichen aufgelegten Lauzun und seinem oft beißenden, respektlosen Humor und ließ ihm vieles durchgehen. Der König stieß sich aber an dessen unbeherrschten Auftritten und seiner heftigen Eifersucht, die auch vor seiner Person nicht Halt machten. Als der König sich beispielsweise Lauzuns Jugendliebe, der Prinzessin von Monaco, näherte, borgte er sich nach den Erinnerungen von Saint-Simon eines Abends von einer Zofe einfach einen Zweitschlüssel zu ihrem Gemach und sperrte sie ein, so dass der König unverrichteter Dinge wieder abziehen musste, vom darüber vergnügten Lauzun aus einem Verschlag beobachtet. Aus Wut über ihre Treulosigkeit löste er später einen zweiten Skandal aus, indem er ihr mit seinen hohen Absätzen „aus Versehen“ auf die Hand trat (Mai 1666). Ludwig XIV. entsandte daraufhin seinen Botschafter in den Niederlanden zum Vater und weiteren Verwandten der Prinzessin von Monaco, wo sie gerade im Zweiten Englisch-Niederländischen Krieg kämpften: Er versicherte ihnen, dass es sich um ein Versehen gehandelt habe, und verhinderte so das andernfalls unausweichliche Duell.
Lauzuns Ehrgeiz war sehr groß, aber als er sich um das wichtige Amt des Großmeisters der Artillerie bemühte, wusste dies der Kriegsminister François Michel Le Tellier de Louvois, der ihn hasste, zu verhindern. Der König hatte ihm das Amt 1669 zunächst zugesagt, aber nur unter der Bedingung der Geheimhaltung. Lauzun wollte wissen, woher der Sinneswandel kam, denn er hatte in dieser Sache sogar die Geliebte des Königs Madame de Montespan eingespannt (angeblich eine seiner ehemaligen Geliebten). Nach Saint-Simon versteckte er sich bei einem Schäferstündchen des Königs mit ihr unterm Bett und belauschte den Spott der Montespan über ihn. Statt dies aber geheim zu halten, ging er zu ihr und wiederholte ihr gegenüber, während er sie durch die Menge zum König begleitete und nach außen ständig lächelte, in leisem Ton Wort für Wort ihre Unterhaltung mit dem König, unterbrochen von Drohungen und gröbsten Beleidigungen. Madame de Montespan fiel, beim König angekommen, in Ohnmacht. Bei einem Treffen wenig später mit dem König drehte Lauzun ihm den Rücken zu, zerbrach sein Schwert und äußerte, dass er nie wieder einem König dienen werde, der sein Wort breche. Der König war so wütend, dass er seinen eigenen Stock aus dem Fenster warf, um zu vermeiden, ihn damit zu schlagen. Die Folge war ein mehrmonatiger Aufenthalt in der Bastille. Nach der Rückkehr war er wieder in Gunst und wurde zum Capitaine-lieutenant einer Kompanie der Garde ernannt. Als Lieutenant général kommandierte er die Armee, die den König 1670 auf den Feldzug nach Flandern begleitete.
Schwerwiegender war die Tatsache, dass Anne, Herzogin von Montpensier („La Grande Mademoiselle“) sich in Lauzun verliebte, der für seine amourösen Affären bekannt war. Die Heirat mit der reichen Erbin war schon auf den 20. Dezember 1670 festgelegt, als der König dies seiner Kusine strikt untersagte. Er hatte schon zugestimmt (dabei unterstützt von Montespan), widerrief aber drei Tage später auf Drängen der Königin Marie-Thérèse und der Prinzen von Geblüt, die diesen beispiellosen Aufstieg eines in ihren Augen kleinen „zweitgeborenen“ Provinzadligen nicht dulden wollten (die Nachricht über die geplante Heirat erregte in Adelskreisen einen großen Skandal, wie Briefe der Madame de Sévigné vom Dezember 1670 beweisen). Weil er versucht hatte, sich für seinen Verzicht mit Hilfe Montespans, der Mätresse des Königs, mit dem Kommando über das Garderegiment zu Fuß entschädigen zu lassen, wurde er erneut in die Bastille eingeliefert, von wo er im November 1671 nach Pignerol im Piemont verlegt wurde. Dort war er mit dem Mann mit der eisernen Maske und Nicolas Fouquet eingesperrt. Mit Fouquet hatte er dabei so offene Kontakte, dass er auch versuchte, sich an dessen Tochter heranzumachen.
Der Grande Mademoiselle, die von ihren Plänen nicht so leicht abließ (zur Zeit der Fronde überredete sie persönlich den Befehlshaber der Bastille, die Kanonen der Bastille auf die königlichen Truppen abzufeuern), wurde inzwischen in Aussicht gestellt, dass Lauzun freigelassen würde, wenn sie einen großen Teil ihrer Besitztümer (Dombes, Eu, Aumale, die sie Lauzun überlassen hatte) dem Herzog von Maine, dem ältesten Sohn von Madame de Montespan und dem König, abtreten würde. Sie stimmte zu, aber Lauzun weigerte sich zu unterschreiben, als er 1680 zu diesem Zweck aus seiner Festungshaft überführt wurde. Erst nach einer weiteren kurzen Haft in Chalon-sur-Saône wandelte sich sein Sinn. Ludwig XIV. war noch immer gegen die Heirat, die möglicherweise aber schon 1671 heimlich erfolgte. Lauzun nahm seine öffentliche Liaison mit der Montpensier wieder auf, beide trennten sich aber 1684 offiziell. Nebenbei warb er auch um Fouquets Tochter, die er aus Pignerol kannte; diese heiratete aber und wurde 1683 Madame d’Uzès. Am Hof war er wieder in allen Ehren empfangen worden.
1685 ging Lauzun nach England, um seine Bekanntschaft mit dem König Jakob II. zu nutzen, unter dem er in Flandern gedient hatte, als dieser noch Herzog von York war. Auch hier erwarb er schnell großen Einfluss. 1688 besuchte er wieder England und schmuggelte während der Glorious Revolution die Ehefrau von Jakob II., Maria von Modena und ihren kleinen Sohn ins Exil nach Saint-Germain-en-Laye bei Paris. Dafür wurde er von Ludwig XIV. wieder in seine Hofämter eingesetzt und von Jakob II. mit dem Hosenbandorden ausgezeichnet.
Im Herbst 1689 wurde er einer der Oberbefehlshaber des im März 1689 begonnenen Feldzuges („Williamites War“) von Jakob II. gegen den neuen englischen König Wilhelm von Oranien in Irland. Lauzun hatte die besten Absichten, war aber militärisch unerfahren und folgte blind den Planungen von Richard Talbot, 1. Earl of Tyrconnell, die zur Niederlage in der Schlacht am Boyne führten. Danach floh er im September mit Talbot über Limerick, wo sie das Kommando Patrick Sarsfield überließen, nach Frankreich. Dort wurde er aber sehr ungnädig aufgenommen.
Die Grande Mademoiselle starb 1693, und Lauzun heiratete zwei Jahre später Genevieve de Durfort, die damals 14-jährige Tochter des Marschalls de Lorges. Er behielt die Gunst von Maria von Modena, dank derer er 1692 seinen Herzogstitel erhalten hatte, und brachte ihr 1715 die Nachricht vom „Sieg“ in der Schlacht von Sheriffmuir (die in Wahrheit unentschieden ausgegangen war).
Nach seinem Tod fiel sein Herzogstitel an den Ehemann seiner Nichte, Charles Armand de Gontaut-Biron, Herzog von Biron (1663–1756). Die auf Deutsch 1912 herausgegebenen Memoiren des Herzogs von Lauzun stammen von einem Nachfolger in dieser Linie, Armand Louis de Gontaut, Herzog von Lauzun und von Biron (1747–1793), General im Amerikanischen Unabhängigkeitskrieg und in den Revolutionskriegen.